# Rozšířené atributy souboru
Rozšířené atributy souboru jsou v informatice rozšiřující vlastnost systému souborů, která umožňuje k souborům přidat specifická metadata, která neslouží samotnému systému souborů (jako například oprávnění nebo čas poslední změny souboru), nýbrž nesou doplňující informace pro jádro systému, procesy a aplikace. Uloženy jsou obvykle jako doplňující textová informace, která je omezena na určitou velikost. Uložena v nich může být informace o autorovi dokumentu, znakové sadě, kontrolním součtu, elektronický podpis, bezpečnostní informace pro mandatorní řízení přístupu a podobně.